# Nürnberger Versicherungscup 2018 - Qualificazioni singolare
Le qualificazioni del singolare del Nürnberger Versicherungscup 2018 sono state un torneo di tennis preliminare per accedere alla fase finale della manifestazione. Le vincitrici dell'ultimo turno sono entrate di diritto nel tabellone principale. In caso di ritiro di una o più giocatrici aventi diritto a queste sono subentrate le lucky loser, ossia le giocatrici che hanno perso nell'ultimo turno ma che avevano una classifica più alta rispetto alle altre partecipanti che avevano comunque perso nel turno finale.

## Teste di serie
1. Denisa Allertová (primo turno)
2. Lesley Kerkhove (primo turno)
3. İpek Soylu (primo turno)
4. Fanny Stollár (qualificata)
5. Tereza Smitková (ultimo turno)
6. Michaela Hončová (primo turno)

1. Chantal Škamlová (primo turno)
2. Olga Ianchuk (ultimo turno)
3. Anna Zaja (qualificata)
4. Dejana Radanović (qualificata)
5. Kristína Kučová (qualificata)
6. Chanel Simmonds (primo turno)

## Qualificate
1. Mandy Minella
2. Anna Zaja
3. Dejana Radanović

1. Fanny Stollár
2. Nadia Podoroska
3. Kristína Kučová

## Tabellone

### Legenda
| - Q = Qualificato - WC = Wild card - LL = Lucky loser | - ALT = Alternate - SE = Special Exempt - PR = Protected Ranking | - w/o = Walkover - r = Ritirato - d = Squalificato |

### Sezione 1
|  | Primo turno | Primo turno      | Primo turno      | Primo turno | Primo turno |  |  | Ultimo turno | Ultimo turno  | Ultimo turno  | Ultimo turno | Ultimo turno |  |
|  |             |                  |                  |             |             |  |  |              |               |               |              |              |  |
|  | 1           | Denisa Allertová | Denisa Allertová | 64          | 3           |  |  |              |               |               |              |              |  |
|  |             | Mandy Minella    | Mandy Minella    | 7           | 6           |  |  |              | Mandy Minella | Mandy Minella | 6            | 6            |  |
|  | WC          | Jule Niemeier    | 3                | 6           | 63          |  |  | 8            | Olga Ianchuk  | Olga Ianchuk  | 2            | 1            |  |
|  | 8           | Olga Ianchuk     | 6                | 3           | 7           |  |  |              |               |               |              |              |  |

### Sezione 2
|  | Primo turno | Primo turno       | Primo turno       | Primo turno | Primo turno |  |  | Ultimo turno | Ultimo turno      | Ultimo turno | Ultimo turno | Ultimo turno |  |
|  |             |                   |                   |             |             |  |  |              |                   |              |              |              |  |
|  | 2           | Lesley Kerkhove   | 1                 | 6           | 5           |  |  |              |                   |              |              |              |  |
|  |             | Anastasia Zarycká | 6                 | 2           | 7           |  |  |              | Anastasia Zarycká | 7            | 3            | 4            |  |
|  | WC          | Katharina Gerlach | Katharina Gerlach | 62          | 3           |  |  | 9            | Anna Zaja         | 69           | 6            | 6            |  |
|  | 9           | Anna Zaja         | Anna Zaja         | 7           | 6           |  |  |              |                   |              |              |              |  |

### Sezione 3
|  | Primo turno | Primo turno      | Primo turno      | Primo turno | Primo turno |  |  | Ultimo turno | Ultimo turno     | Ultimo turno     | Ultimo turno | Ultimo turno |  |
|  |             |                  |                  |             |             |  |  |              |                  |                  |              |              |  |
|  | 3           | İpek Soylu       | 4                | 6           | 4           |  |  |              |                  |                  |              |              |  |
|  | WC          | Lena Rüffer      | 6                | 4           | 6           |  |  | WC           | Lena Rüffer      | Lena Rüffer      | 5            | 3            |  |
|  | PR          | Barbora Štefková | Barbora Štefková | 4           | 5           |  |  | 10           | Dejana Radanović | Dejana Radanović | 7            | 6            |  |
|  | 10          | Dejana Radanović | Dejana Radanović | 6           | 7           |  |  |              |                  |                  |              |              |  |

### Sezione 4
|  | Primo turno | Primo turno            | Primo turno      | Primo turno | Primo turno |  |  | Ultimo turno | Ultimo turno     | Ultimo turno     | Ultimo turno | Ultimo turno |  |
|  |             |                        |                  |             |             |  |  |              |                  |                  |              |              |  |
|  | 4           | Fanny Stollár          | 1                | 6           | 7           |  |  |              |                  |                  |              |              |  |
|  |             | Giulia Gatto-Monticone | 6                | 2           | 5           |  |  | 4            | Fanny Stollár    | Fanny Stollár    | 6            | 6            |  |
|  |             | Jesika Malečková       | Jesika Malečková | 6           | 6           |  |  |              | Jesika Malečková | Jesika Malečková | 4            | 1            |  |
|  | 12          | Chanel Simmonds        | Chanel Simmonds  | 4           | 1           |  |  |              |                  |                  |              |              |  |

### Sezione 5
|  | Primo turno | Primo turno        | Primo turno        | Primo turno | Primo turno |  |  | Ultimo turno | Ultimo turno    | Ultimo turno    | Ultimo turno | Ultimo turno |  |
|  |             |                    |                    |             |             |  |  |              |                 |                 |              |              |  |
|  | 5           | Tereza Smitková    | Tereza Smitková    | 7           | 6           |  |  |              |                 |                 |              |              |  |
|  |             | Elizabeth Halbauer | Elizabeth Halbauer | 5           | 1           |  |  | 5            | Tereza Smitková | Tereza Smitková | 63           | 3            |  |
|  |             | Nadia Podoroska    | Nadia Podoroska    | 6           | 6           |  |  |              | Nadia Podoroska | Nadia Podoroska | 7            | 6            |  |
|  | 7           | Chantal Škamlová   | Chantal Škamlová   | 4           | 4           |  |  |              |                 |                 |              |              |  |

### Sezione 6
|  | Primo turno | Primo turno      | Primo turno      | Primo turno | Primo turno |  |  | Ultimo turno | Ultimo turno    | Ultimo turno    | Ultimo turno | Ultimo turno |  |
|  |             |                  |                  |             |             |  |  |              |                 |                 |              |              |  |
|  | 6           | Michaela Hončová | Michaela Hončová | 4           | 1           |  |  |              |                 |                 |              |              |  |
|  | PR          | Anne Schäfer     | Anne Schäfer     | 6           | 6           |  |  | PR           | Anne Schäfer    | Anne Schäfer    | 3            | 2            |  |
|  | WC          | Anna Gabric      | Anna Gabric      | 0           | 2           |  |  | 11           | Kristína Kučová | Kristína Kučová | 6            | 6            |  |
|  | 11          | Kristína Kučová  | Kristína Kučová  | 6           | 6           |  |  |              |                 |                 |              |              |  |